# Jacob Vredenbregt
Jacob Gerardus Vredenbregt (Schiedam, 20 november 1926 – Jakarta, 17 november 2020) was een Nederlands antropoloog, kunstverzamelaar en schrijver die sinds 1968 woonde in Indonesië.
Hij heeft het grootste deel van zijn leven doorgebracht in Indonesië. Ook nadat in 1948 de onafhankelijkheid was uitgeroepen en de repatriëring van de Indische Nederlanders op gang kwam. Vredenbregt was in Indonesië ooggetuige van alle belangrijke politieke en religieuze omwentelingen.
Vredenbregt was hoogleraar antropologie aan de Universitas Indonesia te Jakarta. Hij promoveerde te Leiden in 1968 op De Baweanners in hun moederland en in Singapore.